# Koltschugino
Koltschugino (russisch Кольчугино) ist eine Stadt in der Oblast Wladimir (Russland) mit 39.410 Einwohnern (Stand 2021).

## Geografie

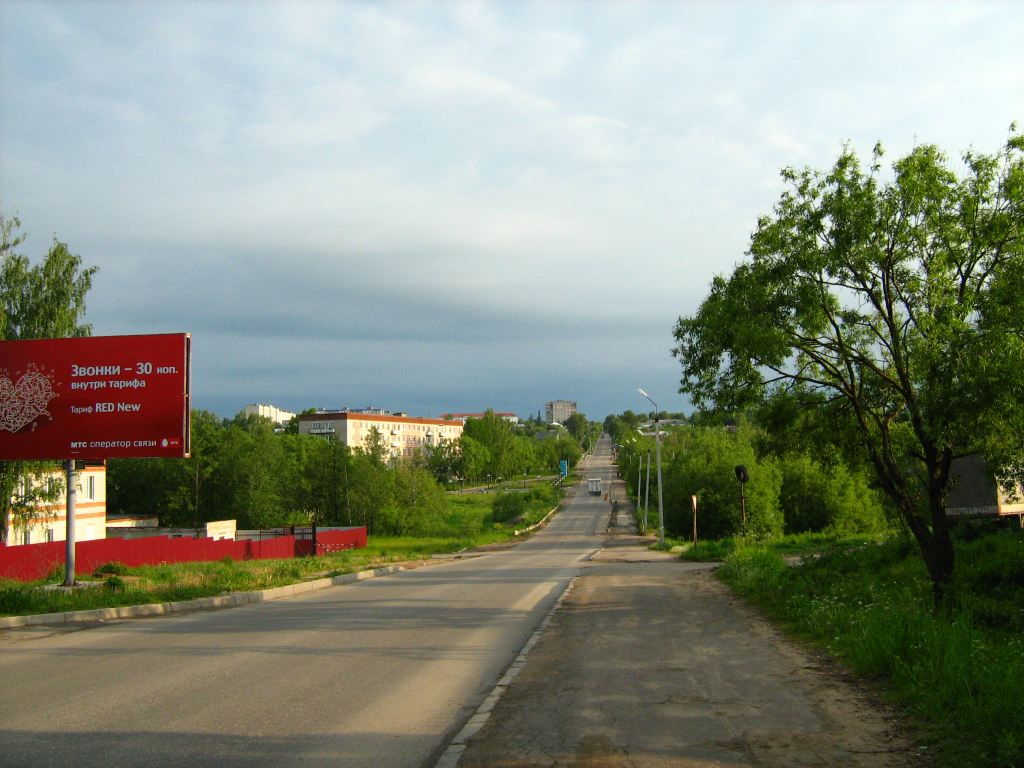
Eine Straße in Koltschugino (2008)

Die Stadt liegt etwa 75 km nordwestlich der Oblasthauptstadt Wladimir an der Pekscha, einem linken Nebenfluss der Kljasma im Flusssystem der Wolga. Die Pekscha ist nordöstlich der Stadt zu einer kleinen Talsperre angestaut.
Koltschugino ist der Oblast administrativ direkt unterstellt und zugleich Verwaltungszentrum des gleichnamigen Rajons.
Die Stadt liegt an der auf diesem Abschnitt 1899 eröffneten Eisenbahnstrecke (Moskau–) Belkowo–Iwanowo (Streckenkilometer 172 ab Moskau). Durch Koltschugino führt auch die Straße R75, welche die Fernstraße M7 westlich Wladimir über Koltschugino und Alexandrow mit der Fernstraße M8 nördlich Sergijew Possad verbindet.

## Geschichte

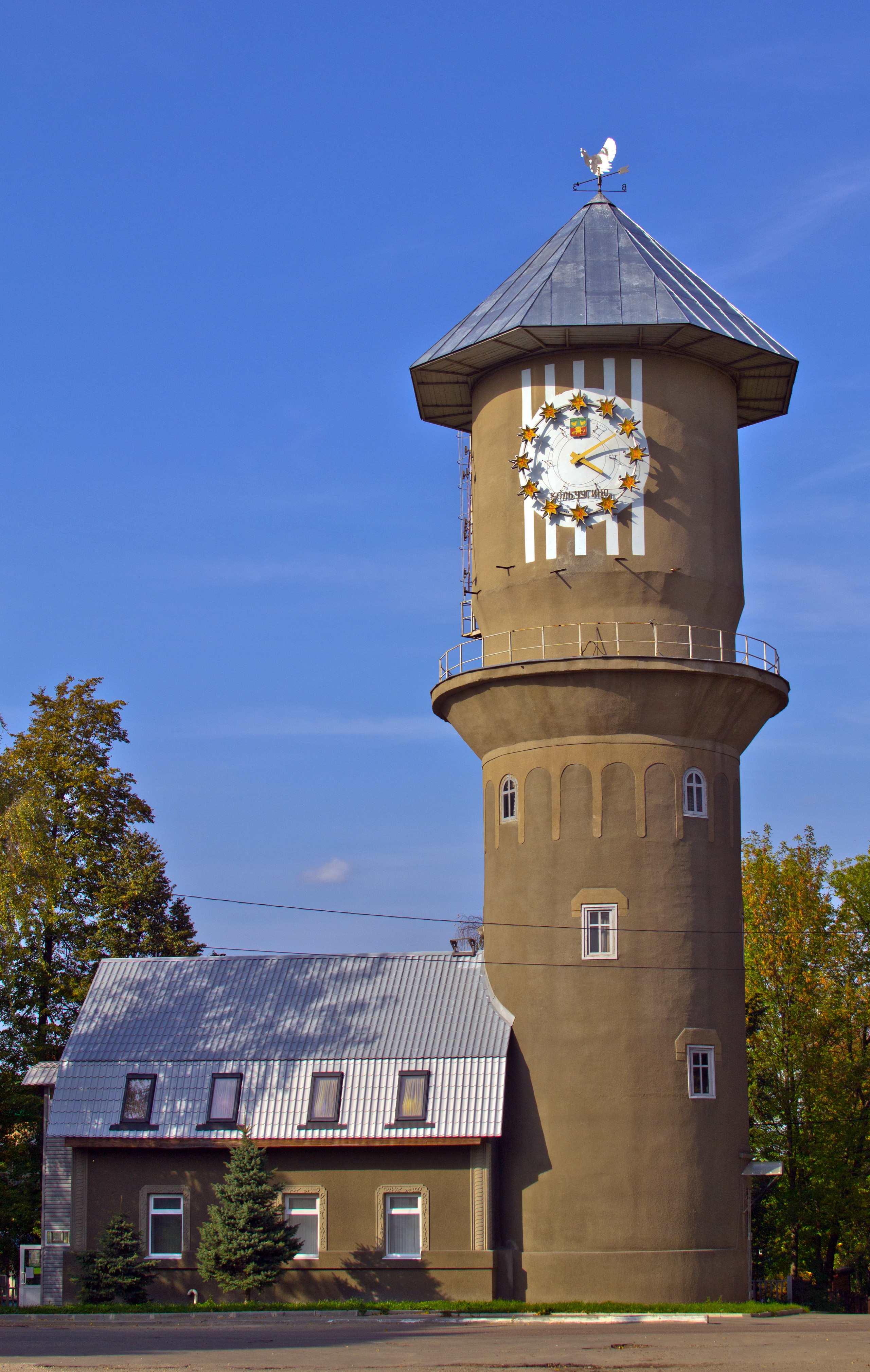
Wasserturm in Koltschugino

Koltschugino entstand 1871 als Arbeitersiedlung im Zusammenhang mit der Errichtung Werkes für Kupfererzeugnisse und -draht durch den Moskauer Kaufmann Alexander Grigorjewitsch Koltschugin (1839–1899), nach dem Werk und Ort benannt wurden.
In den 1920er Jahren besaß der Ort den Status einer Siedlung städtischen Typs, und am 20. März 1931 wurde das Stadtrecht verliehen.

### Bevölkerungsentwicklung
| Jahr | Einwohner |
| ---- | --------- |
| 1926 | 11.000    |
| 1939 | 29.626    |
| 1959 | 37.865    |
| 1970 | 41.637    |
| 1979 | 43.741    |
| 1989 | 45.601    |
| 2002 | 47.059    |
| 2010 | 45.776    |

Anmerkung: Volkszählungsdaten (1926 gerundet)

## Wirtschaft
Die wichtigsten Unternehmen der Stadt sind das Werk Koltschugzmetmet, welches Buntmetallerzeugnisse herstellt, sowie die aus dieser Aktiengesellschaft 1997 ausgegliederte Koltschug-Mizar AG, welche basierend auf der über hundertjährigen Tradition des Werkes Essgeschirr und -bestecke aus Edelmetallen und Legierungen produziert, außerdem das Werk Elektrokabel. Daneben gibt es Betriebe der Textil- und Lebensmittelindustrie und eine Möbelfabrik.

## Söhne und Töchter
- Natalija Ratschynska (* 1970), ukrainische Fußballschiedsrichterassistentin